# Virtudes heroicas
Na Igreja Católica Romana e noutras confissões cristãs, Virtudes heroicas, ou simplesmente virtude heroica, é a designação canónica dada ao conjunto de requisitos de exemplaridade de vida que devem ser demonstrados para que se inicie o processo formal de canonização. A demonstração da existência de virtude heroica é feita pela análise, post mortem, do comportamento e percurso de vida do candidato à santidade, tendo de ficar claro, e para além de qualquer dúvida, que em vida a conduta do candidato se pautou pela prática para além do comum das virtudes teologais e das virtudes cardeais.